# Óscar Alberto Díaz
Óscar Alberto Díaz (Tarija, 22 oktober 1985) is een Boliviaans voetballer, die speelt als aanvaller. Hij staat sinds 2014 onder contract bij Club Jorge Wilstermann.

## Clubcarrière
Díaz, bijgenaamd El Flaco, begon zijn professionele loopbaan in 2009 bij Municipal Real Mamoré.

## Interlandcarrière
Onder leiding van bondscoach Julio César Baldivieso maakte Díaz zijn debuut voor Bolivia op 8 oktober 2015 in de WK-kwalificatiewedstrijd tegen Uruguay (0-2). Hij viel in dat duel na 45 minuten in voor Raúl Castro.